# Kohnometopus
Kohnometopus is een geslacht van wantsen uit de familie van de Miridae (blindwantsen). Het geslacht werd voor het eerst wetenschappelijk beschreven door Tomohide Yasunaga in 2005.

## Soorten
Het genus bevat de volgende soorten:

- Kohnometopus fraxini Yasunaga, 2005
- Kohnometopus yasunagai Taszakowski, Kim & Masłowski, 2022